# قلاطة الشيوخ
قلاطة الشيوخ أو ضريبة الغوص هي ضريبة تاريخية استخدمت في منطقة الخليج العربي، الضريبة تعادل نصيب غواص، ومعني كلمة «قلاطة» هو نصيب أو حصة أو سهم من عائد محصول اللؤلؤ، إذ يقوم ربان السفينة بعد العودة من موسم الغوص ببيع المحصول للتجار وتقسيم العائد على الغاصة وطاقم السفينة كل بحسب حصته بعد خصم كل النفقات التي صرفت في السفر، ويكون بعد ذلك للربان 3 قلايط وللغواص قلاطة واحدة أما «السيب» وهم الطاقم فلهم ثلثي نصيب الغيص، في حين يكون لحاكم البلد سهم كامل يعادل نصيب الغواص وهو ما يطلق عليه «قلاط الشيوخ».

## مقدار الضرييبة

### البحرين
تبلغ ضريبة الغوص في البحرين ما بين 10 إلى 80 ربية لكل سفينة حسب حجمها وعدد البحارة.

### الكويت
الضريبة في الكويت تعادل نصيب غواص من كل سفينة في نهاية الموسم، ويحسب على اساس خصم جميع النفقات التي صرفت في موسم الغوص، ويكون بعد ذلك للربان 3 قلايط وللغواص قلاطة واحدة أما «السيب» وهم الطاقم فلهم ثلثي نصيب الغيص، في حين يكون لحاكم البلد سهم كامل يعادل نصيب الغواص.

### الاحساء
في جميع موانئ الاحساء، تفرض السلطات العثمانية ضريبة على سفن الغوص تبلغ نصف ليرة تركية لكل سفينة بغض النظر عن حجمها، وتؤخذ في بداية موسم الغوص.

### قطر
تبلغ ضريبة الغوص في قطر 8 ريالات عن كل غواص كل سنة.

### خارج
الضريبة في جزيرة خارج هي 25% من قيمة مبيعات اللؤلؤ وقت البيع.